# 알렉산드르 얀나이오스
알렉산드로스 얀나이오스(Alexander Jannaeus, ? - 기원전 76년)은 고대 이스라엘을 통치했던 하스몬 왕국의 왕(재위: 기원전 103년-기원전 76년)이다. 원래 이름은 히브리어로 요나탄/요나단(Jonathan/Yonatan) 또는 예호나탄(Yehonatan)이다. 왕에 즉위할 때는 헬레니즘 문화에 젖어 있었기 때문에 그리스어풍으로 알렉산드르 얀나이오스라고 불렀다.

## 인물
요한 히르카노스 1세의 아들로 태어났지만 아버지를 알지 못한 채 갈릴래아로 보내져 자랐다.형 아리스토불로스 1세가 즉위하자 투옥됐다.형이 죽은 뒤 형수 살로메 알렉산드라와의 결혼을 거쳐 이스라엘을 통치했다.
그 치세에 있어서 유대인들 중에는 헬레니즘의 영향에 푹 빠져드는 하스몬 왕조 통치자들을 씁쓸하게 보고 있는 사람도 있었다. 제사장들로 구성된 사두개파는 하스몬 가문을 지지하며 서로의 이익을 도모하고 있었다. 이에 대해 엄격파 유대교도를 자처한 바리사이파는 그리스 문화의 영향을 받은 하스몬 가문을 맹비난했다. 또 왕가 안에서도 형제간 권력투쟁이 끊이지 않았다.

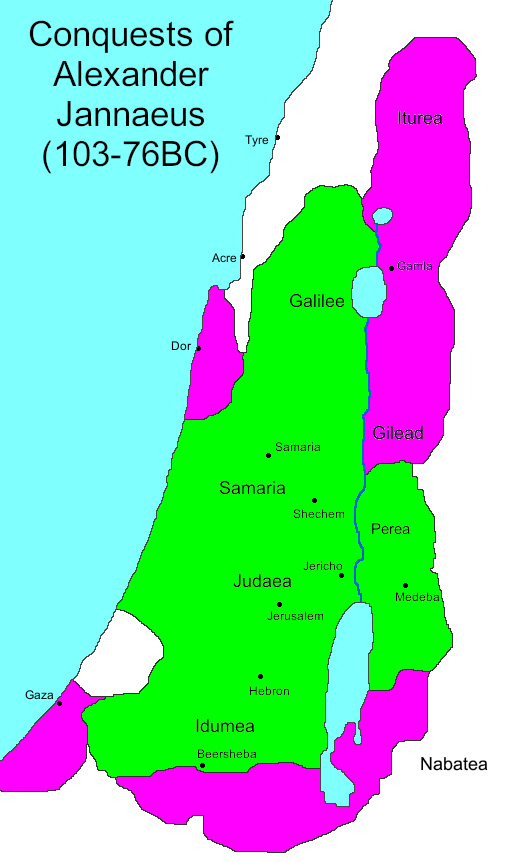
알렉산드르 얀나이오스 치세의 하스몬 왕국 영역
기원전 103년
정복 후

## 프톨레마이오스와의 항쟁
얀나이오스는 시리아에 상륙한 이집트의 프톨레마이오스 9세와 격돌해 아소폰에서 교전을 벌였다.프톨레마이오스측 전략가 필로스테파노스는 요르단강을 굳이 도하함으로써 유대군을 격파했다.프톨레마이오스 9세는 유대를 휩쓸었지만 프톨레마이오스의 어머니로 그와 적대하는 클레오파트라 3세는 프톨레마이오스를 공격해 시리아에서 추방했다. 얀나이오스와 클레오파트라는 스큐트폴리스에서 동맹을 맺었다.이후 얀나이오스는 가자를 공격해 격렬한 저항 끝에 점령했다. 얀나이오스는 가자를 철저히 파괴했다.

## 바리사이파와의 내전
얀나이오스와 바리사이파·민중의 관계는 험악했는데, 암자 축제 때 사람들이 얀나이오스를 모욕하자 그는 6000여 명을 처형했다.결과적으로 유대지배의 부활을 목표로 한 셀레우코스조의 왕 데메트리오스 3세가 바리사이파를 지원하는 형태로 내전이 발발(기원전 90년경). 사두개파와 결탁한 얀나이오스는 바리사이파 및 여러 반대세력과 무력충돌에 이르렀다. 그러나 군사 지도자로서의 재능이 있던 얀나이오스는 각지에서 승리해 반대파와 바리사이파 요인을 잡아 잔혹하게 처형했다. 그는 첩들과 잔치를 벌이다가 800명을 책형에 처하고 그 눈앞에서 처자를 살해했다고 한다.
알렉산드로스 얀나이오스는 바리사이파에 대항하는 아군을 늘리기 위해 에세네파와도 가까워진 것으로 전해진다. 쿰란에서 발견된 사해문서 중에는 얀나이오스를 기리고 있다고 여겨지는 기도가 있다.

## 죽음과 유언
얀나이오스는 내전에서 승리한 여세를 몰아 영토 확장을 꾀하며 프톨레마이오스 왕조와 싸운 뒤 남서방향 요르단강 동부지역으로 영토를 확장했다. 얀나이오스는 여전히 전투를 계속했지만 라가바 요새의 포위 공격 중 전사했다. 49세였다. 그의 확대전쟁으로 유대인 국가는 솔로몬왕 이래 광범위한 영역을 통치하는 국가가 되었다.이후 이스라엘은 아내 살로메 알렉산드라가 여왕으로 통치했다.
얀나이오스는 유언에서 바리사이파에게 권력을 행사할 것과 자신의 시체를 그들의 뜻대로 처분할 것을 명했다. 이로 인해 바리사이파의 적의를 거두어 알렉산드라가 안정된 통치를 펼칠 수 있게 되었다고 한다. 파리사이파는 얀나이오스를 찬양하며 성대한 장례식을 치렀다.